# Класна література (книжкова серія)
«Класна література» — книжкова серія видавництва «Знання», заснована 2009 року, що включає твори видатних митців української літератури та сучасні переклади українською мовою творів світової класики. Серія об'єднує книги, які рекомендовані до вивчення в шкільній програмі, та твори, які допомагають повніше зрозуміти особистість митця, його погляди і переконання та цілісніше сприймати літературний процес певного періоду. Серія налічує понад 20 книжок.

## Особливість серії
Особливістю серії є її орієнтація на популяризацію практики читання та поширення найкращих здобутків української літератури (творів В. Винниченка, В. Сосюри, І. Нечуй-Левицького, І. Багряного), а також відомих зразків світової літератури (твори Ф. С. Фіцджеральда, О. Генрі) серед широких верств населення, насамперед серед учнів та студентів вищих навчальних закладів.
Основу серії становлять книги, що включені до шкільних та університетських програм. Окрема частина — менш популярні твори відомих письменників («Юність Василя Шеремети» Уласа Самчука, «Лепрозорій» та «Нова заповідь» В. Винниченка, «Старосвітські батюшки та матушки» І. Нечуй-Левицького).

## Історія видання
Книжкова серія «Класна література» була заснована 2009 року видавництвом «Знання» як серія книжок української класики, метою котрої було зробити доступними широкій публіці відомі й менш знані твори української літератури. Вона стала ідейним продовжувачем відомої у радянський час серії книг «Шкільна література».
Керував проектом письменник і журналіст Ярослав Орос. Активну участь у ньому взяли Сергій Гальченко (кандидат філологічних наук, заступник директора Інституту літератури імені Т. Г. Шевченка НАН України), Галина Сиваченко (доктор філологічних наук, завідувач відділу компаративістики Інституту літератури імені Т. Г. Шевченка НАН України), Ніна Бернадська (доктор філологічних наук, професор кафедри теорії літератури, компаративістики та літературної творчості), вони ж написали передмови чи післямови до деяких книг та стали укладачами збірок.
Започаткувало серію видання книги Г. Квітки-Основ'яненка «Маруся. Салдацький патрет» із післямовою Ніни Бернацької. До ґрунтовних змін у концепції серії у 2014 році було видано 10 книг.
Із 2014 року видання стало періодичним — книги почали виходили друком раз на два місяці, з'явилася можливість передплати. Художнє оформлення серії теж стало іншим: за його основу було взято картину Г. Нарбута.
У 2015 році відбулися зміни в принципі підбору книг для видання — у серію були включені також твори класиків світової літератури, які входять до шкільних та університетських програм. Якісні переклади українською мовою цих творів виконано професійними перекладачами.

## Книжки серії
| Рік видання             | Автор                        | Назва книжки                                         | Коментар | ISBN                   |
| ----------------------- | ---------------------------- | ---------------------------------------------------- | --- | ---------------------- |
| 2009                    | Григорій Квітка-Основ'яненко | Маруся. Салдацький патрет                            | — | ISBN 978-966-346-566-1 |
| 2010                    | Володимир Сосюра             | Любіть Україну                                       | До збірки увійшли найвідоміші ліричні вірші Володимира Сосюри. Передмова Сергія Гальченка | ISBN 978-966-346-703-0 |
| 2010                    | Володимир Сосюра             | Третя Рота                                           | Роман. Упорядник — Сергій Гальченко, автор післямови Ніна Бернадська | ISBN 978-966-346-959-1 |
| 2010                    | Володимир Сосюра             | Розстріляне безсмертя                                | До збірки увійшли найвідоміші поеми митця. Автор приміток — Сергій Гальченко | ISBN 978-966-346-961-4 |
| 2010                    | Микола Куліш                 | Мина Мазайло. Народний Малахій. Патетична соната. 97 | Найвідоміші п'єси драматурга. Післямова Ніни Бернадської | ISBN 978-966-346-693-4 |
| 2011                    | Володимир Винниченко         | Лепрозорій                                           | Роман. В Україні видано вперше. Автор післямови — Галина Сиваченко | ISBN 978-966-346-801-3 |
| 2011                    | Володимир Винниченко         | Нова заповідь                                        | Роман. В Україні видано вперше. Надруковано з особистого архіву Володимира Винниченка, що знаходиться у Колумбійському університеті (США) завдяки допомозі Галини Сиваченко. Автор післямови — Галина Сиваченко | ISBN 978-966-346-960-7 |
| 2011                    | Улас Самчук                  | Марія                                                | Повість. Післямова Ніни Бернадської | ISBN 978-966-346-568-5 |
| 2012                    | Іван Багряний                | Тигролови                                            | Роман. Післямова Ніни Бернадської | ISBN 978-966-346-984-3 |
| 2013                    | Павло Тичина                 | Скорбна мати                                         | Вибрані твори: поезія з ранніх збірок, найкраще з пізніх збірок, поеми. Упорядник, автор приміток і післямови — Сергій Гальченко                                                                                | ISBN 978-966-346-962-1 |
| 2014 (січень-лютий)     | Осип Назарук                 | Роксоляна                                            | Повість | ISBN 978-617-07-0158-9 |
| 2014 (березень-квітень) | Степан Васильченко           | Талант                                               | До збірки увійшли повість «Талант», оповідання «Мужицька арифметика», «Приблуда», «Свекор», «Дощ», «Увечері», «Дома», «Чайка», «Циганка», «Авіаційний гурток», «Широкий шлях»                                   | ISBN 978-617-07-0169-5 |
| 2014 (травень-червень)  | Іван Нечуй-Левицький         | Старосвітські батюшки та матушки                     | Повість | ISBN 978-617-07-0172-5 |
| 2014 (липень-серпень)   | Борис Грінченко              | Серед темної ночі. Під тихими вербами                | Повісті. Дилогія | ISBN 978-617-07-0184-8 |
| 2014 (вересень-жовтень) | Володимир Винниченко         | Чорна Пантера і Білий Медвідь                        | Драми. До збірки увійшли п'єси «Чорна Пантера і Білий Медвідь», «Брехня», «Гріх», «Між двох сил» | ISBN 978-617-07-0166-4 |
| 2014 (листопад-грудень) | Улас Самчук                  | Юність Василя Шеремети                               | Роман | ISBN 978-617-07-0180-0 |
| 2015 (січень-лютий)     | Валер'ян Підмогильний        | Місто                                                | Роман | ISBN 978-617-07-0214-2 |